# 로농적위군

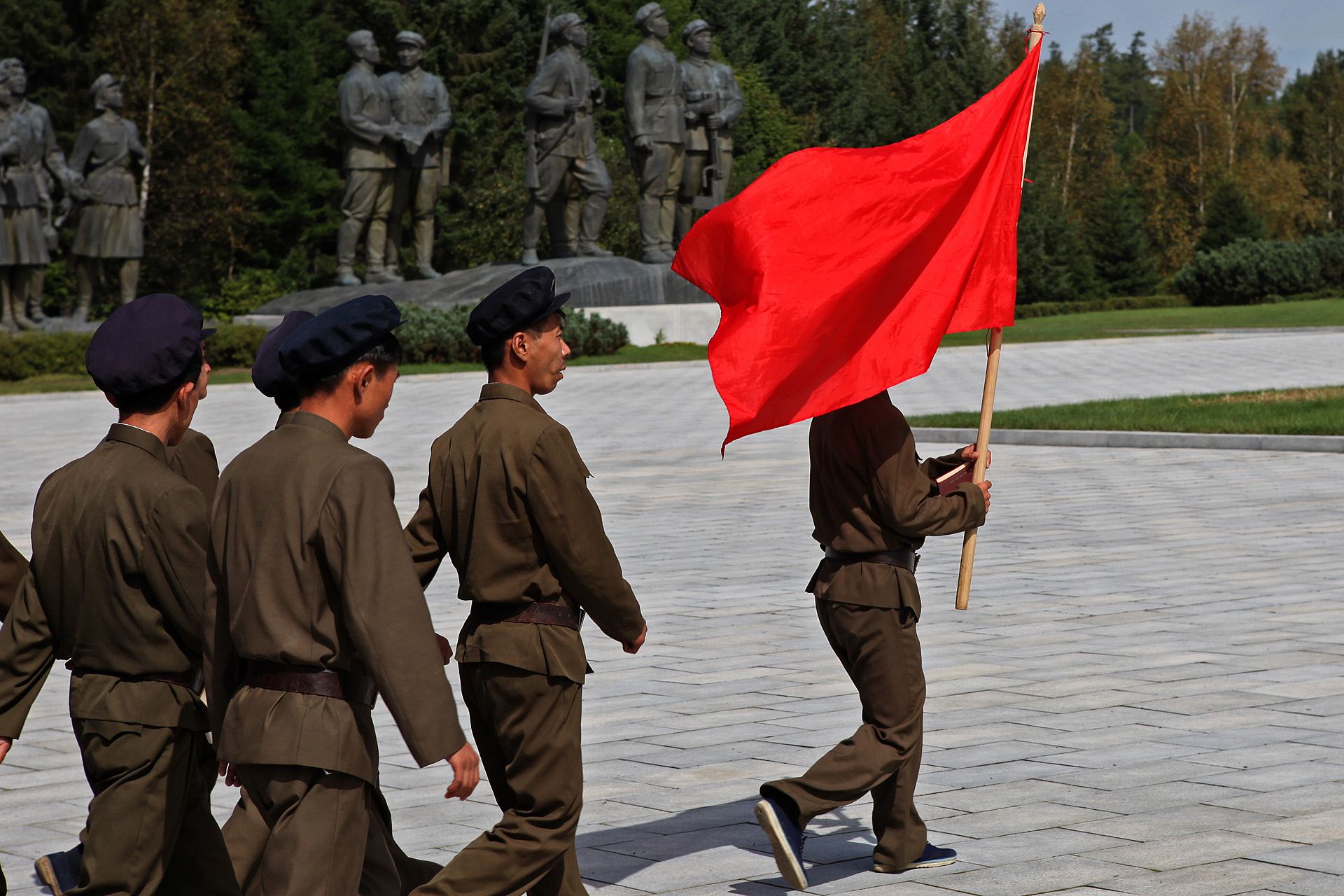
삼지연군의 로농적위군 병사들

로농적위군(勞農赤衛軍, 표준어: 노농적위군, 영어: Worker-Peasant Red Guards, WPRG, Workers and Peasants' Red Militia, WPRM)는 1959년 1월 14일에 창설된 조선인민군의 예비군이다. 북한주민 중 17∼60세의 남성 및 17∼30세의 미혼 여성 중 현역군(조선인민군)과 교도대에 속하지 않은 사람들로 구성된 북한의 예비 군사전력이다. 평시에는 향토방위 및 경비를 맡으며, 전시에는 예비 병력을 동원한다.
2010년 10월 10일에 있었던 조선로동당 창건 65주년을 기념하는 열병식에서 로농적위대(勞農赤衛隊)로 명칭을 바뀌었다가, 이듬해에 2011년 로농적위군으로 되돌려졌다.
병력은 약 570만명이다.

## 연혁
북한은 6·25전쟁에 참전했던 중공군이 1958년 4월부터 철수함에 따라 병력부족을 보충하기 위해 종래 사회안전부의 지휘를 받던 자위대를 해산하고 1959년 1월 14일에 노동자, 농민, 지식인, 학생 등 약 50만 명으로 노농적위대를 창설하였다. 처음에는 생업에 종사하면서 군사훈련을 받도록 하였으나 1962년에 전인민 무장화 정책에 따라 18~45세의 남자와 18~35세의 미혼여성까지 편입시켜 조직을 확대하였다. 또 1971년에는 노농적위대의 해당연령을 50세로 연장하고, 다시 17~60세의 남자와 미혼여성 가운데 교도대에 편입되지 않은 주민을 모두 편성대상으로 하여 현재에 이르고 있다. 2010년 10월 10일 당창건 65주년 기념 군사 열병식에서 ‘노농 적위군’이라는 명칭이 최초로 등장하였고, 이후 북한은 ‘노농 적위군’으로 호칭하기 시작하였다.

## 같이 보기
- 대한민국 예비군
- 교도대
- 붉은청년근위대